# Glossu Rabban
El Conde Glossu Rabban (10132 - †10193) es un personaje ficticio de la obra de ciencia ficción Dune, escrita por Frank Herbert.
Glossu Rabban, Conde de Lankiveil, autoproclamado "Bestia", era el sobrino primogénito del Barón Vladimir Harkonnen. Rabban y su otro sobrino, el joven Feyd Rautha, más tarde conocido como Feyd-Rautha Harkonnen, eran hijos legítimos del hermanastro más joven del Siridar-Barón, Abulurd, todos ellos miembros de la Casa Harkonnen.
Al parecer, Abulurd había renunciado al nombre Harkonnen y a todos los derechos derivados del título (poder, influencia, dinero o placeres) cuando se le ofreció el puesto de gobernador del subdistrito de Rabban Lankiveil.
Rabban, según los historiadores, era un nombre oriundo de su línea materna.
El tío de Glossu, el barón Vladimir Harkonnen le otorgó el mando de Arrakis (Dune). Su plan era aprovechar la brutalidad de su sobrino para atemorizar al pueblo y dado el momento, sustituirle por su hermano Feyd, con lo cual conseguiría la sumisión voluntaria del pueblo, quien vería su salvador en Feyd.
El plan del barón fue truncado ya que Rabban fue linchado por los Fremen, motivados por sus continuos abusos.